# Seligeria irrigata
Seligeria irrigata är en bladmossart som beskrevs av Ryszard Ochyra och Gos 1992. Seligeria irrigata ingår i släktet dvärgmossor, och familjen Seligeriaceae. Inga underarter finns listade i Catalogue of Life.